# Bogyoszló, Győr-Moson-Sopron
Bogyoszló  este un sat în districtul Csorna, județul Győr-Moson-Sopron, Ungaria, având o populație de 639 de locuitori (2011). 

## Demografie
Componența etnică a satului Bogyoszló
     Maghiari (97,35%)
     Romi (1,33%)
     Germani (1,33%)
Componența confesională a satului Bogyoszló
     Romano-catolici (81,53%)
     Luterani (2,82%)
     Fără religie (1,88%)
     Atei (1,1%)
     Necunoscută (12,68%)
     Alte religii (0,78%)
Conform recensământului din 2011, satul Bogyoszló avea 639 de locuitori. Din punct de vedere etnic, majoritatea locuitorilor (97,35%) erau maghiari, existând și minorități de germani (1,33%) și romi (1,33%).  Din punct de vedere confesional, majoritatea locuitorilor (81,53%) erau romano-catolici, existând și minorități de luterani (2,82%), persoane fără religie (1,88%) și atei (1,1%). Pentru 12,68% din locuitori nu este cunoscută apartenența confesională.